# Аргития
 Тази статия е за административната единица.  За персонажа от древногръцката митология вижте Аргития (митология).  
Аргития (на гръцки: Αργιθέα) е дем в Тесалия, Гърция. Административен център е село Антиро. 
Аргития е слабанаселен планински район в южен Пинд и северно от Аграфа. 